# Isadelphus inimicus
Isadelphus inimicus là một loài tò vò trong họ Ichneumonidae.